# Philiris unipunctata
Philiris unipunctata är en fjärilsart som beskrevs av Bethune-Baker 1908. Philiris unipunctata ingår i släktet Philiris och familjen juvelvingar. Inga underarter finns listade i Catalogue of Life.

## Bildgalleri

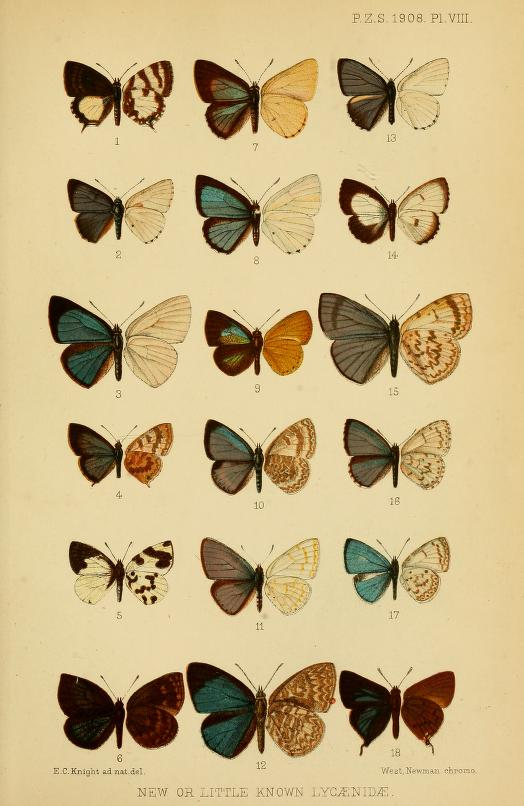